# Bunte Kronwicke
Die Bunte Kronwicke (Securigera varia (L.) Lassen, Syn.: Coronilla varia L.) ist eine Pflanzenart aus der Gattung Securigera innerhalb der Unterfamilie der Schmetterlingsblütler (Faboideae). Sie wird auch Bunte Beilwicke genannt.

## Beschreibung

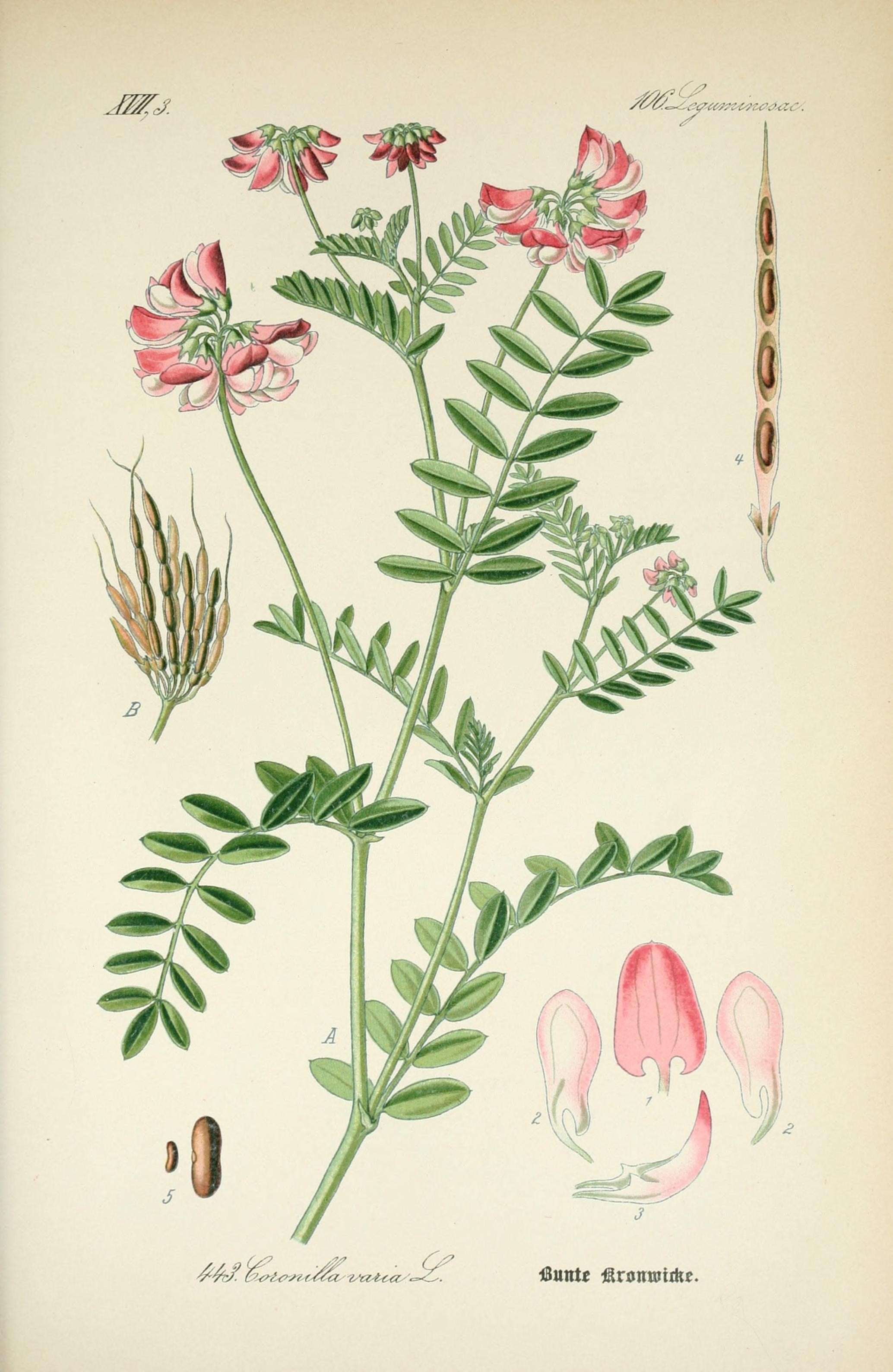
Walter Müller: Prof. Dr. Thomé's Flora von Deutschland, Österreich und der Schweiz, in Wort und Bild, für Schule und Haus; mit ... Tafeln ..., Tafel 443

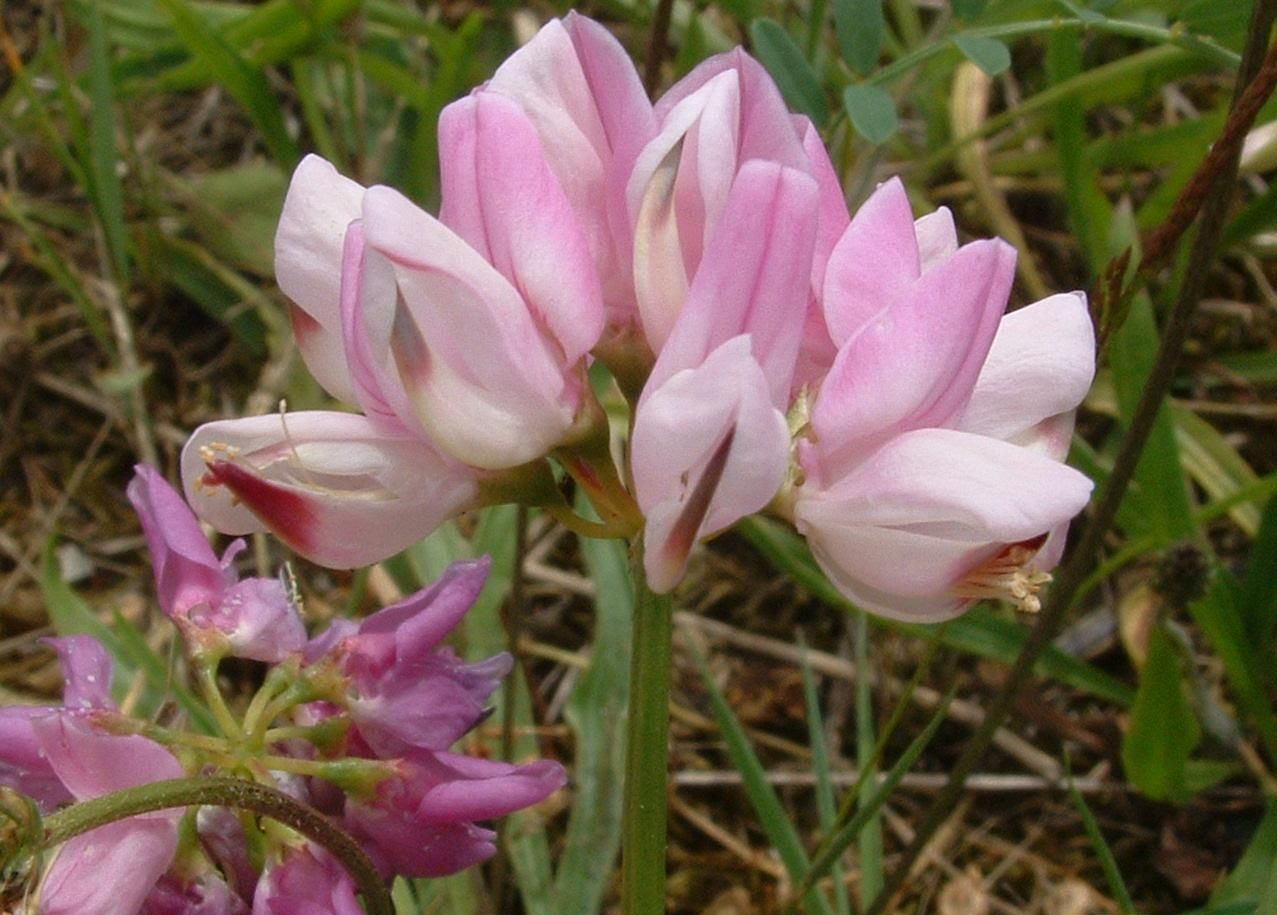
Blütenstand

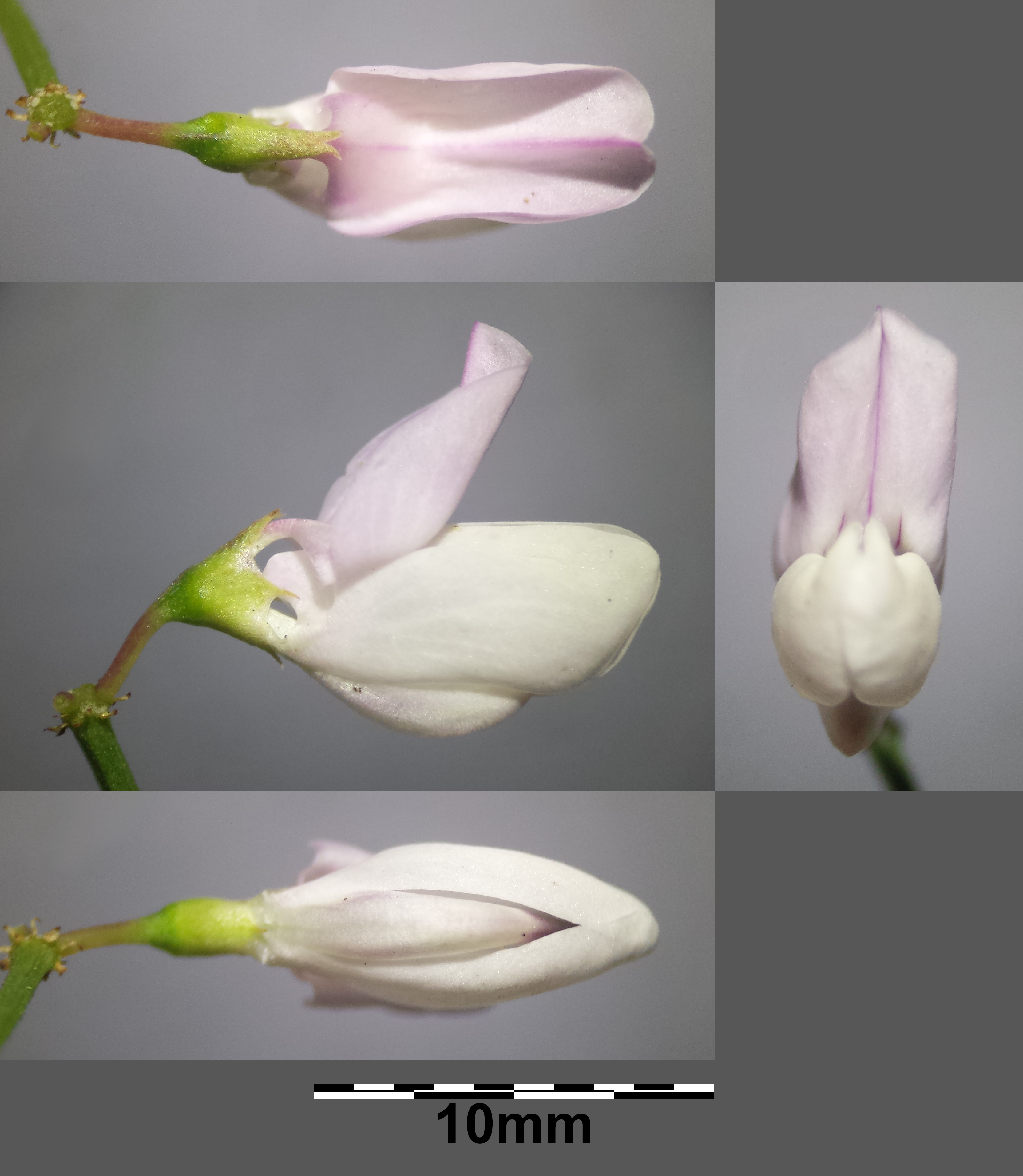
Zygomorphe Blüte im Detail

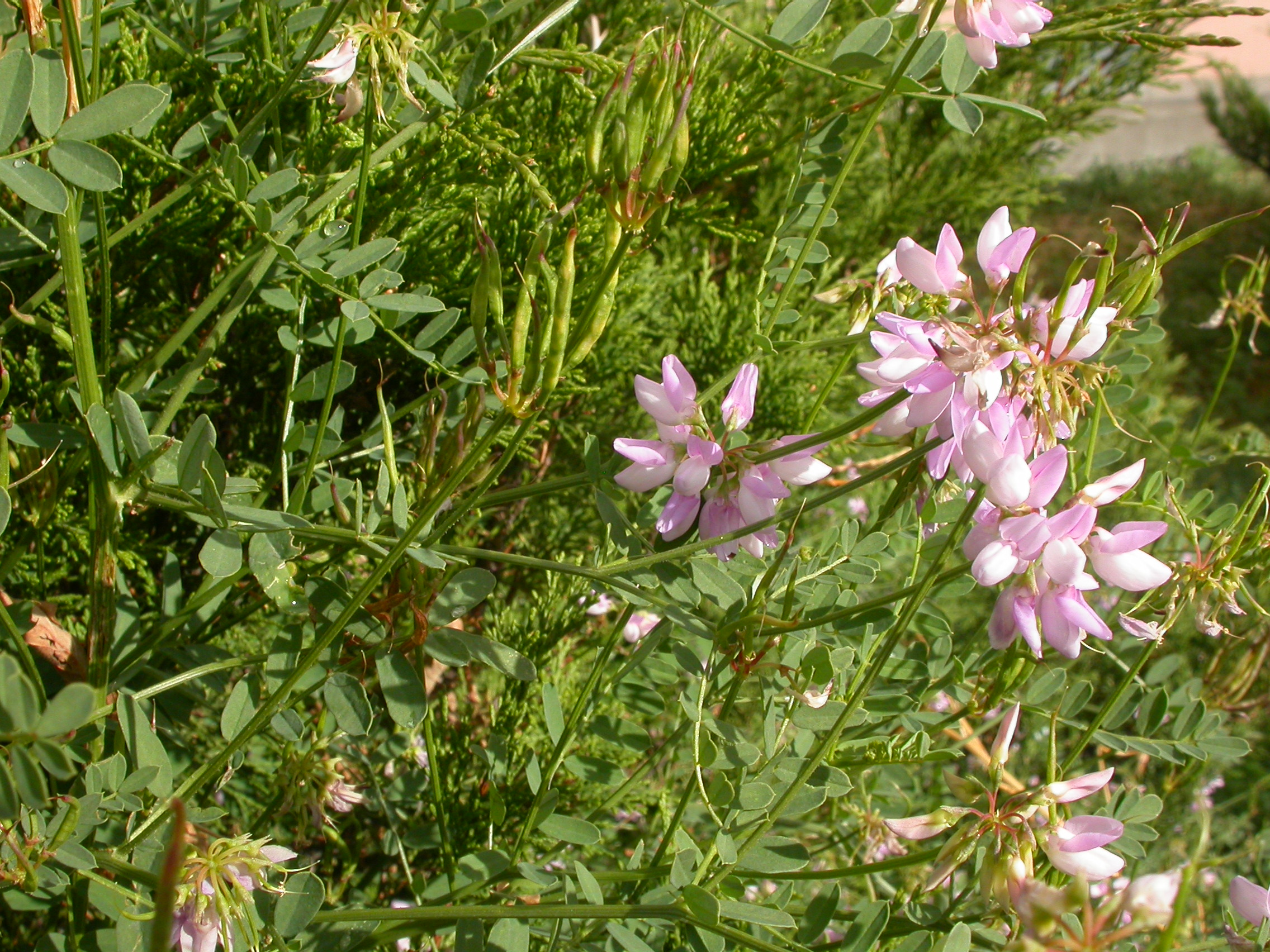
Bunte Kronwicke mit jungen Fruchtständen

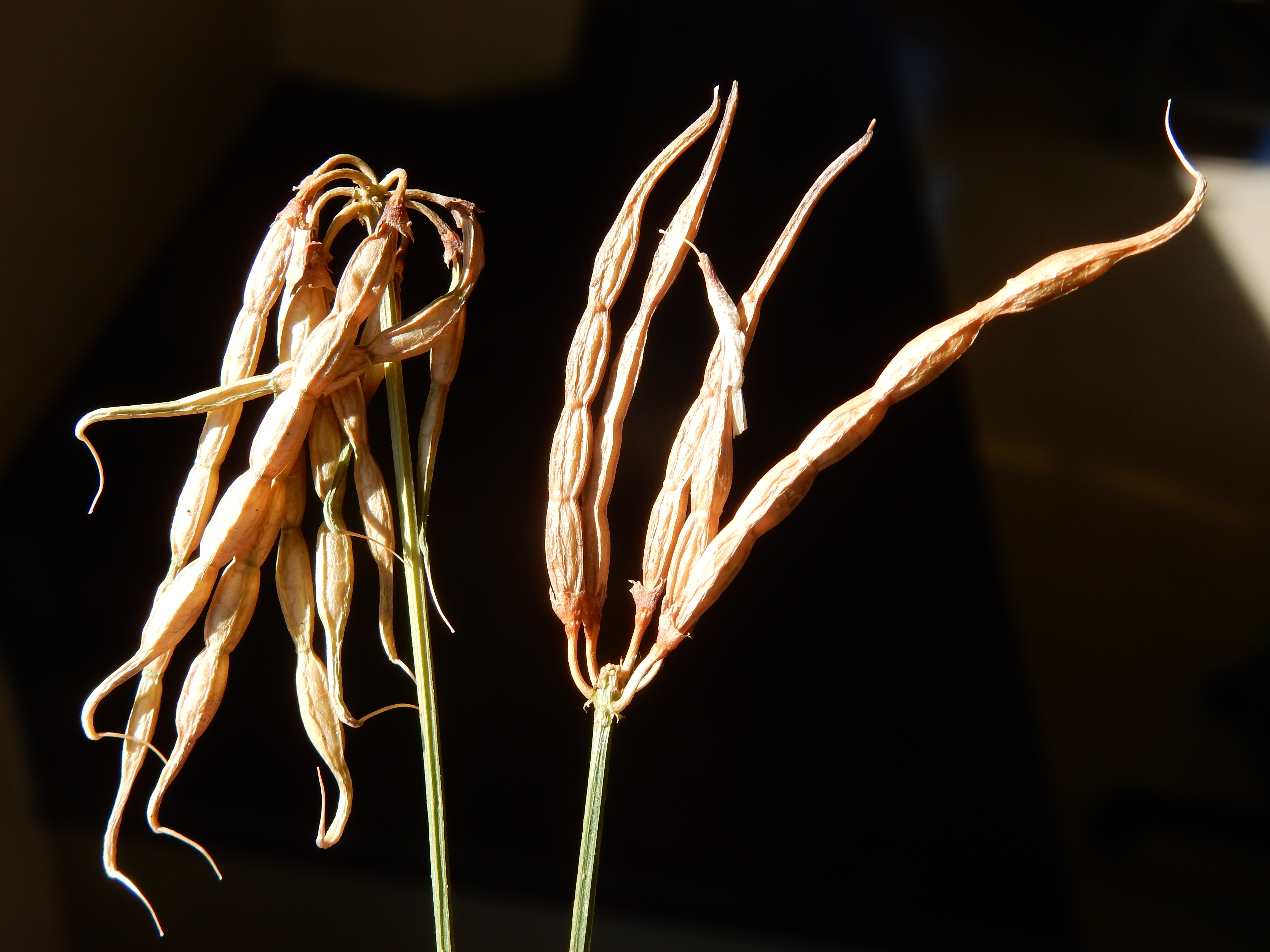
Reife Fruchtstände

### Vegetative Merkmale
Die Bunte Kronwicke ist eine ausdauernde krautige Pflanze. Die niederliegenden bis aufsteigenden Stängel sind kantig und 30 bis 60, selten bis zu 120 Zentimeter lang.
Die wechselständig angeordneten Laubblätter sind in kurzen Blattstiel und Blattspreite gegliedert. Die unpaarig gefiederte Blattspreite enthält vier bis, meist sechs bis zwölf Paare von Fiederblättchen. Die Fiederblättchen sind bei einer Länge von 0,5 bis 2 Zentimetern länglich-eiförmig und enden in Spitzchen. Es sind Nebenblätter vorhanden.

### Generative Merkmale
Die Blütezeit reicht je nach Standort von Mai bis September, meist von Juni bis August. Auf einem relativ langem Blütenstandsschaft sind 5 bis 20 Blüten sind in einem kopfigen, doldenförmigen Blütenstand angeordnet. Eine Anzahl von 20 Blüten wurde schon von Linné bei der Erstveröffentlichung angegeben.
Die zwittrige Blüte ist zygomorph und fünfzählig mit doppelter Blütenhülle. Der grüne Kelch ist weitglockig. Die rötlich-lilafarbene und weiße Blütenkrone hat die typische Form eine Schmetterlingsblüte. Die Fahne ist rosafarben, das Schiffchen weiß mit dunkelviolettem oberen Ende. Die Flügel sind weiß.
Die aufrechte Hülsenfrucht ist bei einer Länge von 2,5 bis 5 (2 bis 8) Zentimetern schmal-linealisch, vierkantig mit hakig gebogenem Schnabel und durch drei bis sechs Einschnürungen schwach gegliedert.
Die Chromosomengrundzahl beträgt x = 6 oder 8; es kommen Diploidie und Tetraploidie mit Chromosomenzahlen von 2n = 16 oder 24 vor.

## Ökologie
Die Bunte Kronwicke ist ein ausdauernder Hemikryptophyt und eine Schaftpflanze. Sie ist erst ab dem 2. Jahr blühfähig. Die Blätter zeigen eine Nyktinastie: Sie werden zur Nacht hin in eine "Schlafstellung" nach oben geklappt. Die Bunte Kronwicke ist ein Tiefwurzler und bildet Wurzelknöllchen durch Symbiose mit Stickstoff bindenden Bakterien der Gattung Bradyrhizobium. Die Bunte Kronwicke bildet bis in 90 Zentimeter Bodentiefe ein ausgedehntes Wurzelsystem und wird zu den Rohboden-Pionierpflanzen gerechnet. Vegetative Vermehrung erfolgt durch wurzelbürtige Sprosse, also durch Wurzelbrut.
Die Blüten sind „Pollen-Schmetterlingsblumen“ mit Pumpeinrichtung. Im Gegensatz zu anderen Fabaceen mit einem freien Staubblatt wird in der Blüte kein Nektar abgesondert, wohl aber an der fleischigen Außenseite des Kelches. Bestäuber sind Honigbienen und andere Hautflügler. Die Blüten sind selbststeril.
Die Früchte sind bei der Reife senkrecht stehende Bruchfrüchte. Sie sind zwischen den Samen durch sekundäre Trennwände eingeschnürt und zerfallen in vier bis zehn einsamige, nussartige, 4 bis 5 mg schwere Glieder. Es handelt sich hier also um Bruchhülsen. Die spezifisch leichten Teilfrüchte können herunterfallen und eine Schwerkraftausbreitung bewirken oder sie werden durch starke Winde fortgetragen. Auch eine Ausbreitung als Wasserhafter ist möglich.

## Vorkommen
Die Bunte Kronwicke ist in Mittel- und Südeuropa bis Westasien mit Schwerpunkt im nordöstlichen Mittelmeerraum und der Balkanhalbinsel verbreitet. In West- und Nordeuropa wird sie zum Teil als Futterpflanze kultiviert und ist eingebürgert. In Österreich ist sie in allen Bundesländern von der collinen bis montanen Höhenstufe häufig.
Diese kalkliebende Pflanzenart gedeiht in Mitteleuropa in trockenen Wiesen, Wald- und Gebüschsäumen, Rainen, Steinbrüchen und Bahndämmen. Sie gedeiht auf basenreichen, neutralen bis milden Böden und ist eine Charakterart der Ordnung Origanetalia, kommt aber auch in Pflanzengesellschaften der Verbände Mesobromion, Onopordion oder der Ordnung Agropyretalia vor. In den Allgäuer Alpen steigt sie im Tiroler Teil im Gfällwald oberhalb Hägerau bis zu einer Höhenlage von 1400 Metern auf.
Die ökologischen Zeigerwerte nach Landolt et al. 2010 sind in der Schweiz: Feuchtezahl F = 2+w (frisch aber wechselnd), Lichtzahl L = 3 (halbschattig), Reaktionszahl R = 4 (neutral bis basisch), Temperaturzahl T = 4 (kollin), Nährstoffzahl N = 2 (nährstoffarm), Kontinentalitätszahl K = 4 (subkontinental).

## Systematik
Die Erstveröffentlichung erfolgte 1753 unter dem Namen (Basionym) Coronilla varia durch Carl von Linné in Species Plantarum, Tomus 2, S. 743. Die Neukombination zu Securigera varia (L.) Lassen wurde 1989 durch Per Lassen in Svensk Botanisk Tidskrift, Band 83, S. 86 veröffentlicht. Synonyme Securigera varia (L.) Lassensind Coronilla haussknechtii Boiss. und Coronilla hirta Boiss.
Diese Art wurde früher der Gattung Coronilla zugeordnet. Um die verwandtschaftliche Beziehung besser darzustellen, wurden einige Arten im letzten Jahrhundert der monophyletischen Gattung Securigera zugeordnet.

## Giftigkeit
Alle Pflanzenteile, davon besonders die Samen, sind giftig.
Hauptwirkstoffe sind Coronilla-Glykoside mit digitalisartiger Wirkung und Psoralen.
Das junge Kraut wird von Schafen gern gefressen; bei Beginn der Fruchtreife wird die Pflanze aber von allen Haustieren gemieden.

## Trivialnamen
Für die Bunte Kronwicke bestehen bzw. bestanden auch die weiteren deutschsprachigen Trivialnamen Beilkraut (Schlesien), Giftwicki (Schweiz), Klaft (Österreich), Kronwicke (Schlesien, Schwaben), Peltschen (Schwaben), Schaflinse (Schlesien, Bern), Falsche Sparsette (Schweiz) und Bunte Vogelswicken.